# Bộ Chính trị Ban Chấp hành Trung ương Đảng Cộng sản Việt Nam khóa 12
Bộ Chính trị Ban Chấp hành Trung ương Đảng Cộng sản Việt Nam khóa XII nhiệm kì 2015-2020 gồm 19 ủy viên được bầu tại Đại hội Đảng Cộng sản Việt Nam XII họp từ ngày 20 đến 28 tháng 1 năm 2016 tại Hà Nội.

## Danh sách cụ thể
| Thứ tự | Tên                         | Chức vụ Đảng | Chức vụ Nhà nước                                                                                      | Ghi chú                                    |
| ------ | --------------------------- | --- | --- | ------------------------------------------ |
| 1      | Nguyễn Phú Trọng (1944-)    | - Tổng Bí thư Ban Chấp hành Trung ương Đảng Cộng sản Việt Nam - Bí thư Quân ủy Trung ương, - Ủy viên Thường vụ Đảng ủy Công an Trung ương - Trưởng ban Ban Chỉ đạo Trung ương về phòng, chống tham nhũng - Trưởng ban Ban Chỉ đạo Cải cách Tư pháp Trung ương (từ 23/10/2018) | - Chủ tịch nước (từ 10/2018) - Chủ tịch Hội đồng Quốc phòng và An ninh Việt Nam (từ 10/2018)          |                                            |
| 2      | Nguyễn Xuân Phúc (1954-)    | - Bí thư Ban Cán sự Đảng Chính phủ - Ủy viên Thường vụ Quân ủy Trung ương, - Ủy viên Thường vụ Đảng ủy Công an Trung ương | - Thủ tướng Chính phủ - Phó Chủ tịch Hội đồng Quốc phòng và An ninh Việt Nam                          |                                            |
| 3      | Nguyễn Thị Kim Ngân (1954-) | - Bí thư Đảng đoàn Quốc hội | - Chủ tịch Quốc hội - Ủy viên Hội đồng Quốc phòng và An ninh Việt Nam                                 |                                            |
| 4      | Phạm Bình Minh (1959-)      | - Ủy viên Ban Cán sự Đảng Chính phủ - Bí thư Ban Cán sự Đảng Bộ Ngoại giao | - Phó Thủ tướng Chính phủ - Bộ trưởng Bộ Ngoại giao - Ủy viên Hội đồng Quốc phòng và An ninh Việt Nam |                                            |
| 5      | Ngô Xuân Lịch (1954-)       | - Phó Bí thư Quân ủy Trung ương | - Bộ trưởng Bộ Quốc phòng - Ủy viên Hội đồng Quốc phòng và An ninh Việt Nam                           |                                            |
| 6      | Tô Lâm (1957-)              | - Bí thư Đảng ủy Công an Trung ương - Phó Trưởng ban Ban Chỉ đạo Trung ương về phòng, chống tham nhũng | - Bộ trưởng Bộ Công an - Ủy viên Hội đồng Quốc phòng và An ninh Việt Nam                              |                                            |
| 7      | Hoàng Trung Hải (1959-)     | - Phó Trưởng bộ phận Thường trực chuyên trách Tiểu ban văn kiện Đại hội 13 của Đảng | |                                            |
| 8      | Nguyễn Thiện Nhân (1953-)   | - Bí thư Thành ủy Thành phố Hồ Chí Minh (từ 5/2017) | - Trưởng Đoàn Đại biểu Quốc hội TP. Hồ Chí Minh.                                                      |                                            |
| 9      | Phạm Minh Chính (1958-)     | - Bí thư Trung ương Đảng - Trưởng Ban Tổ chức Trung ương Đảng | |                                            |
| 10     | Tòng Thị Phóng (1954-)      | - Phó Bí thư Đảng đoàn Quốc hội | - Phó Chủ tịch Thường trực Quốc hội                                                                   |                                            |
| 11     | Vương Đình Huệ (1957-)      | - Bí thư Thành ủy Thành phố Hà Nội (từ 2/2020) | - Trưởng Đoàn Đại biểu Quốc hội TP. Hà Nội.                                                           |                                            |
| 12     | Trần Quốc Vượng (1953-)     | - Phó Trưởng ban Ban Chỉ đạo Trung ương về phòng, chống tham nhũng - Thường trực Ban Bí thư (từ 3/2018) | |                                            |
| 13     | Trương Thị Mai (1958-)      | - Bí thư Trung ương Đảng - Trưởng Ban Dân vận Trung ương | - Ủy viên Đoàn Chủ tịch Ủy ban Trung ương Mặt trận Tổ quốc Việt Nam                                   |                                            |
| 14     | Trương Hòa Bình (1955-)     | - Phó Bí thư Ban Cán sự Đảng Chính phủ - Phó Trưởng ban Ban Chỉ đạo Trung ương về phòng, chống tham nhũng - Phó Trưởng ban Ban Chỉ đạo Cải cách Tư pháp Trung ương | - Phó Thủ tướng Thường trực Chính phủ                                                                 |                                            |
| 15     | Nguyễn Văn Bình (1961-)     | - Bí thư Trung ương Đảng - Trưởng Ban Kinh tế Trung ương | |                                            |
| 16     | Võ Văn Thưởng (1970-)       | - Bí thư Trung ương Đảng - Trưởng Ban Tuyên giáo Trung ương | |                                            |
| 17     | Đinh Thế Huynh (1953-)      | - Thường trực Ban Bí thư (đến 3/2018) - Phó Trưởng ban Chỉ đạo Trung ương về phòng, chống tham nhũng (đến 3/2018) - Chủ tịch Hội đồng Lý luận Trung ương (đến 3/2018) | | - Nghỉ chữa bệnh từ 08/2017                |
| 18     | Trần Đại Quang (1956-2018)  | - Ủy viên Thường vụ Quân ủy Trung ương (đến 9/2018) - Ủy viên Thường vụ Đảng ủy Công an Trung ương (đến 9/2018) - Trưởng ban Ban Chỉ đạo Cải cách Tư pháp Trung ương (đến 9/2018)                                                                                             | - Chủ tịch nước (đến 9/2018) - Chủ tịch Hội đồng Quốc phòng và An ninh Việt Nam (đến 9/2018)          | - Qua đời tháng 9/2018                     |
| 19     | Đinh La Thăng (1960-)       | - Bí thư Thành ủy Thành phố Hồ Chí Minh (đến 5/2017) | | - Thôi chức Ủy viên Bộ Chính trị từ 5/2017 |

## Hoạt động
- Tháng 8 năm 2017, ủy viên Bộ Chính trị Đinh Thế Huynh nghỉ chữa bệnh dài ngày đến hết nhiệm kì
- Ngày 9 tháng 5 năm 2018, trong khi phiên tòa phúc thẩm xử ủy viên Bộ Chính trị Đinh La Thăng đang diễn ra thì Ban Chấp hành Trung ương Đảng Cộng sản Việt Nam khóa 12 trong hội nghị lần thứ 7 đã quyết định kỉ luật khai trừ Đinh La Thăng ra khỏi Đảng Cộng sản Việt Nam.[1]
- Tháng 9 năm 2018, ủy viên Bộ Chính trị Trần Đại Quang (Chủ tịch nước) qua đời vì bệnh hiểm nghèo
- Tháng 10 năm 2018, ủy viên Bộ Chính trị Nguyễn Phú Trọng (Tổng bí thư) được bầu làm Chủ tịch nước (Tổng bí thư kiêm Chủ tịch nước)
- Ngày 2 tháng 1 năm 2020, Ra Quy định số 214-QĐ/TW, ngày 2/01/2020 của Bộ Chính trị về khung tiêu chuẩn chức danh, tiêu chí đánh giá cán bộ thuộc diện Ban Chấp hành Trung ương, Bộ Chính trị, Ban Bí thư quản lý
- 10 tháng 1 năm 2020, kỉ luật cảnh cáo ủy viên Bộ Chính trị Hoàng Trung Hải
- 7 tháng 2 năm 2020, cho thôi chức vụ Bí thư Thành ủy Hà Nội đối với Hoàng Trung Hải, phân công Ủy viên Bộ Chính trị Vương Đình Huệ, Phó Thủ tướng, làm Bí thư Thành ủy Hà Nội